# Fort Marechal Moura de Naufragados
Le fort Marechal Moura de Naufragados, ou plus simplement fort de Naufragados, se situe sur l'île de Santa Catarina, dans la municipalité de Florianópolis, dans l'État de Santa Catarina, au Brésil.
Il est érigé à l'extrême sud de l'île, sur une hauteur de la praia de Naufragados, face au continent à l'entrée de la baie Sud. Il était destiné à protéger l'entrée de la baie Sud et à compléter les défenses de la forteresse d'Araçatuba, à partir d'une position plus élevée.
Il fut construit entre 1909 et 1913. Il s'agit de la seule fortification de l'île qui n'ait pas été construite au XVIIIe siècle. Il fut démobilisé en août 1954.